# 淺川正寛
淺川 正寛（あさかわ まさひろ、1980年8月5日 - ）は、日本の男性声優、ナレーター。山口県出身。フリー。
かつてはアスクマネージメント、アトリエピーチに所属していた。

## 人物
- 特技は腹話術・殺陣[2]。免許は幼稚園教諭二種免許状・保育士資格証明書を持っている[2]。

## 出演

### ゲーム
- 蒼空のフロンティア （ボイスオーダー声優[2]）
- 空色イノセント（加藤サン[2]）
- PURELY×CATION（三波・父[2]）
- 三国双舞（太史慈）

### ドラマCD
- 痛ロード×ITAroad 公式ドラマCD（リクト）
- いちばん長い夜をよろしく（K大生 他）
- ポケット☆ドラマCD 監獄カレシ 〜囚われの愛欲〜（悪人看守[2]）
- ポケット☆ドラマCD イケメン商店街 〜へいらっしゃい!ヤラシイおまけ付けちゃうよ〜（薬局腹黒メガネ[2]）
- ポケット☆ドラマCD みつどもえv 〜2人の彼に乱されて…〜（幼馴染みB君[2]）
- ポケット☆ドラマCD 年上彼氏 〜大人の乱れた誘惑〜（直属の上司、従兄[2]）
- ポケット☆ドラマCD 年下彼氏 〜ヤラシイ彼は年下の男のコ♪〜（ヤンデレ少年[2]）
- ポケット☆ドラマCD サイコメトリーラブ 〜超能力で絶頂快感〜（透視能力者[2]）
- ポケット☆ドラマCD 隠れてこっそり××× 〜声を出したらばれちゃうよ〜（店員、その他[2]）
- ポケット☆ドラマCD ラブvウインター 〜彼に抱かれるあったかい冬〜（軽音部の先輩、甘えん坊の義弟[2]）
- ポケット☆ドラマCD 同人誌より××なイベント事情v（大手サークル売り子、入場口スタッフ[2]）
- ポケット☆ドラマCD 十二支☆えっち〜12匹と1匹の彼v〜（子、巳、戌[2]）
- ポケット☆ドラマCD 男子校潜入!? 〜隠し切れない×××な男子校ライフ〜（保険医、家庭科の先生[2]）
- ポケット☆ドラマCD 絶倫カレシのこっそり調教（ショウ）
- ポケット☆ドラマCD 怪盗×彼氏 予告状：今宵、あなたの身体を奪いにまいります…（セラフィム/ケンジ）

### ラジオ
- WALLOP：声優活動応援バラエティ こえんた♪（MC)
- FM浜松：ラジオ「モリモリNIGHT」（ゲスト出演[1]）
- FM浜松：ラジオドラマ「Mantis」（ナレーター[1]）
- FM熱海湯河原：東京アニメレディオ ラジオドラマ「ペガサス1、帰還せよ〜EP II〜」（大石室長）
- うらわエフエム：ドラマのおもちゃ箱（ゲスト出演）
- うらわエフエム：ドラマのおもちゃ箱 ラジオドラマ「ウマのはなし」（実況、居酒屋の客、ウマ）
- FM熱海湯河原：東京アニメレディオ ラジオドラマ「アフロディロン 2199」（ゲームDJ/トゥエルブ）
- FM熱海湯河原：東京アニメレディオ ラジオドラマ「廃墟貸します! 黒猫不動産」（榊尋樹）
- FM熱海湯河原：東京アニメレディオ ラジオドラマ「サムライウォーズ」（二宮忠）
- FM熱海湯河原：東京アニメレディオ ラジオドラマ「スティグマ 傾国のパトリオット」（ケイジ・タカトオ総司令）
- かつしかFM：SF ラジオドラマ・アドバンス3.0[2]

### ナレーション
- プリティ・プリンセス2/ロイヤル・ウェディング 映画試写会 （CMナレーション[1][2]）
- 東京GOOD！（ テレビ東京 2019年3月 - 2023年3月、ナレーション[5]）
- ビビッとビビる!! ～土佐遺産でエイガヤナイガ!!～（ 高知放送 2020年 - 2023年、ナレーション）

### ボイスオーバー
- テレビ朝日 ワイド!スクランブル （ボイスオーバー[1][2]）
- テレビ朝日 スーパーJチャンネル （ボイスオーバー[1][2]）
- BS-TBS東京★上海流行通信〜楽活好正点（ボイスオーバー[2]）

### CM
- 【BBIQ】DJ高血圧のメランコリー明太ナイト♪[6]

### イベント
- 期間限定モテ声カフェ（モテ声店員「マサヒロ」[2]）
- こえ部ナイト（モテ声店員「マサヒロ」[2]）
- ニコニコ生放送：アニメディア ボイス甲子園 決勝大会（MC[2]）

### 動画サイト
- ガールズCH/耳で恋するイケメン♪ボイスカタログ[2]

### 書籍
- 『こえ部であそぶ!今から人気声優の本』（ま〜坊[2]）